# Beppe Gambetta
Beppe Gambetta est un guitariste et chanteur italien né en 1955. Originaire de Gênes, il œuvre comme musicien ainsi que comme formateur, auteur et chercheur. Il partage maintenant son temps entre le New Jersey et l'Italie.

## Carrière musicale
La carrière de Beppe Gambetta commence en 1977 alors qu'il fonde le groupe italien de bluegrass Red Wine. Passionné du style bluegrass américain, il fait un premier voyage aux États-Unis en 1985. Il y retourne en 1988 pour y enregistrer son CD Dialogs, composé de duos avec des musiciens bluegrass de renom tels Norman Blake ou Mike Marshall.
Depuis, il mène une carrière prolifique surtout à travers l'Europe et l'Amérique du Nord. Il s'est produit dans de nombreux festivals réputés, tels que le Walnut Valley Festival de Winfield. Il a également joué dans la célèbre émission de radio All Things Considered, diffusée par NPR.
Aussi enseignant et formateur, il a notamment écrit le premier livre didactique sur la technique du flatpicking en italien (Trattato di Chitarra Flatpicking) et organisé de nombreux ateliers et séjours de formation (dont le Beppe Gambetta International Acoustic Guitar Camp, en Slovénie).
En plus de sa passion pour le bluegrass, il s'est penché sur les musiques italiennes jusqu'à sortir, en 2001, son CD Traversata : Italian Music in America (Acoustic Disc) avec les mandolinistes David Grisman et Carlo Aonzo. 
Il a également collaboré avec des artistes tels que Don Ross, Tony McManus ou encore Doc Watson. 
En 2019, Beppe Gambetta reçoit le titre d'« Ambassadeur mondial de Gênes » par le maire de Gênes Marco Bucci.

## Acoustic Night
Les Acoustic Night sont une série de représentations d'un concert évènement annuel organisé conjointement par Beppe Gambetta et sa femme, Federica Calvino Prina. Présentés à chaque année depuis 2001, ils ont lieu dans la salle principale du Théâtre national de Gênes. Le concert est généralement présenté trois soirs consécutifs.
À chaque édition, Beppe Gambetta invite et collabore avec une sélection d'artistes, souvent  européens ou nord-américains, afin de monter un spectacle unique autour d'une thématique. Parmi les collaborateurs notables, citons le canadien Don Ross, les américains Aoife O'Donovan, Gene Parsons, Kathy Mattea ou encore l'irlando-américain Séamus Egan. Les artistes de la francophonie ayant passé par les Acoustic Night incluent le violoniste québécois André Brunet ainsi que les guitaristes Éric Beaudry et François-Félix Roy.

## Discographie
- Dialogs (Hi, Folks!, 1988)
- Alone & Together with Tony Trischka (Brambus, 1991)
- Good News from Home (Green Linnet, 1995)
- Serenata (Acoustic Music, 1997)
- Synergia (Felmay, 2001)
- Traversata (Acoustic Disc, 2001)
- Blu Di Genova (Felmay, 2002)
- Slade Stomp (Gadfly, 2006)
- Rendez-vous (Gadfly, 2008)
- Live at Teatro Della Corte (Gadfly, 2010)
- Round Trip (Borealis, 2015)
- Short Stories (Borealis, 2017)
- Where The Wind Blows (Dove Tia o Vento) (Boréalis, 2020)